# 馬切拉塔大學
馬切拉塔大學（義大利語：Università degli Studi di Macerata, UNIMC）是一所主校區位于意大利馬切拉塔的大學，創立于1290年，是世界上最古老的大學之一。該大學現主要提供人文學科教育，並與中國合作開辦有孔子學院，此外在费尔莫和斯皮内托利還有分校。

## 歷史
馬切拉塔市最早開設的法律課程，可追溯至1290 年，是義大利最古老的建築之一，大學的各個部門和辦公室至今仍位於中世紀城牆內。
一直到 1540 年 7 月 1 日，教皇保羅三世開設官方機構課程包含神學、法學、醫學和哲學，馬切拉塔才成為完整的大學。在1861義大利王國誕生後，神學課程受到壓抑，學科項目逐漸減少，兩年後只剩下法學課程，並將法學教育擴大。直到第一次戰後時期後，該大學進入重生時期，並於 1964 年開設文學系和哲學系，五年後又開設政治學系，1996 年增設教育科學學院，2001 年增設經濟學院。法律系的研究最為活躍，馬切拉塔大學被認為是義大利教學質量最好的八所法律學院之一。在Civitanova Marche 和 Jesi 的2所分支機構分別於 2014 年  和 2019 年   關閉。

## 組成
2021 年，馬切拉塔大學的課程涵蓋以下領域：法學、文學/哲學、文化遺產、政治科學、經濟科學、教育科學和傳播科學。大學另有4個研究生院：歷史藝術遺產、勞動工會和社會保障、法律專業  有些課程完全以英語進行。
2008 年，馬切拉塔大學成立“Giacomo Leopardi”高等學校。大學內部每年在七個學院中，依據前一年入學學生之成績競選而出，錄取 10 名學生，將他們分為“社會科學班”和“人文科學班”，常住在大學院，並免費提供食堂使用。

## 外部連結
- 维基共享资源上的相關多媒體資源：馬切拉塔大學
- 官方网站 （意大利文）
- 學生網絡 （意大利文）

43°17′59″N 13°27′13″E / 43.29972°N 13.45361°E